# Liste des maires de Dours

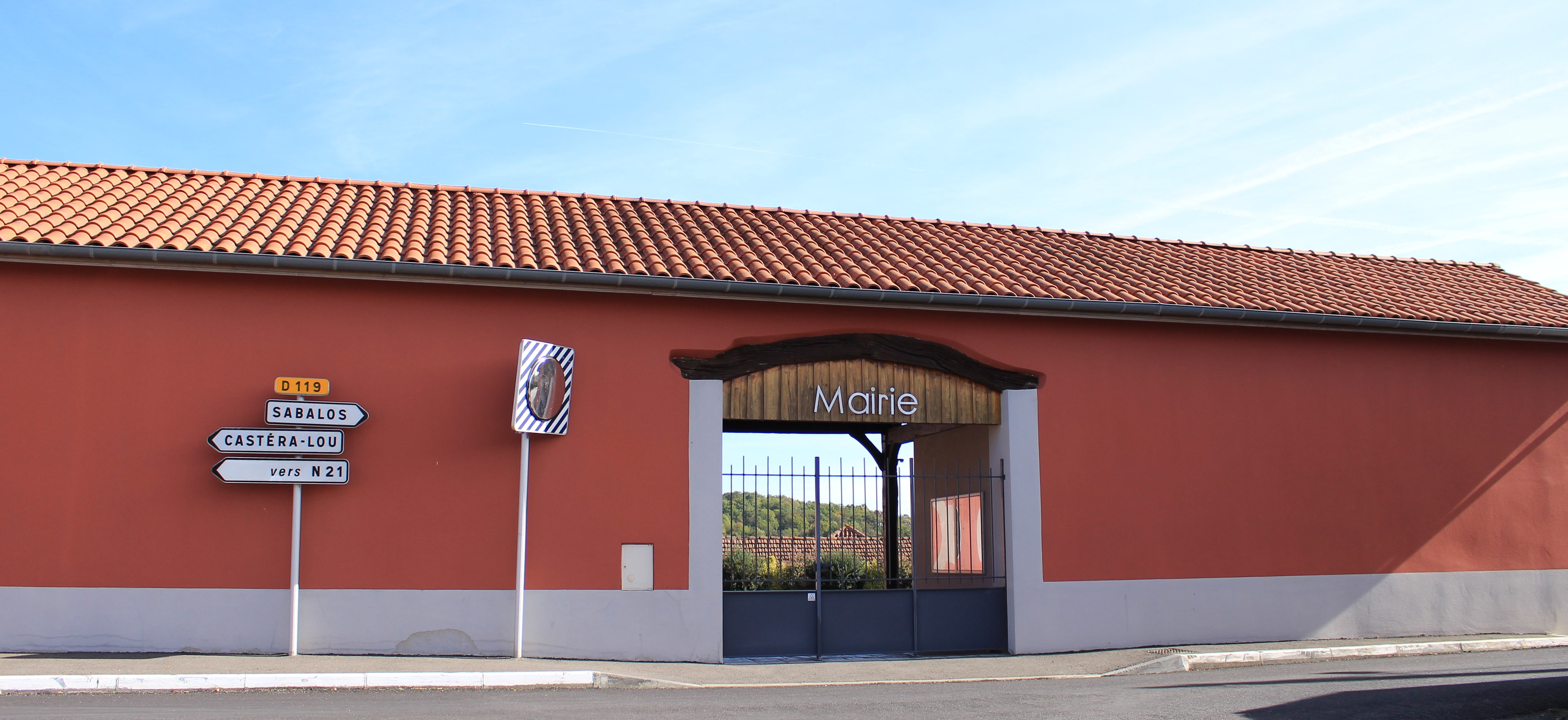
La mairie en 2022.

## Liste des maires
| Période        | Période        | Identité             | Étiquette | Qualité                                 |
| -------------- | -------------- | -------------------- | --------- | --------------------------------------- |
| février 1790   | décembre 1792  | Jacques Duboé        |           | 1er maire élu                           |
| décembre 1792  | février 1794   | Jean Dumestre        |           | 2e maire élu                            |
| février 1794   | octobre 1795   | Pierre Mailles       |           |                                         |
| novembre 1795  | avril 1797     | Jacques Duboé        |           |                                         |
| avril 1797     | avril 1798     | Dominique Baudéan    |           |                                         |
| avril 1798     | 1798           | Jean Castaing        |           |                                         |
| 1798           | septembre 1800 | Jean Paletou         |           |                                         |
| septembre 1800 | juin 1803      | Jean Mailles         |           |                                         |
| juin 1803      | décembre 1807  | Jean Castaing        |           |                                         |
| avril 1808     | avril 1812     | Jacques Duboé        |           |                                         |
| avril 1812     | 1815           | Arnaud Durac         |           |                                         |
| 1815           | juin 1815      | Jacques Duboé        |           |                                         |
| juin 1815      | juillet 1815   | Arnaud Durac         |           |                                         |
| juillet 1815   | septembre 1815 | Jean Castaing        |           |                                         |
| septembre 1815 | décembre 1831  | Bertrand Vignes      |           |                                         |
| décembre 1831  | juin 1833      | Jean-Marie Dandreau  |           |                                         |
| juin 1833      | septembre 1835 | Jean Cieutat         |           |                                         |
| septembre 1835 | octobre 1843   | Bertrand Vignes      |           |                                         |
| octobre 1843   | avril 1848     | Jean-Marie Dandreau  |           |                                         |
| avril 1848     | février 1850   | Bernard Mailles      |           |                                         |
| février 1850   | septembre 1852 | Louis Claverie       |           |                                         |
| septembre 1852 | octobre 1861   | Jean père Cénac      |           |                                         |
| octobre 1861   | octobre 1872   | Bernard Mailles      |           |                                         |
| octobre 1872   | janvier 1878   | Jean Cénac           |           |                                         |
| janvier 1878   | mai 1884       | Bernard Dours        |           |                                         |
| mai 1884       | mai 1888       | Jean Clausel Durac   |           |                                         |
| mai 1888       | décembre 1891  | Jean Cénac           |           |                                         |
| décembre 1891  | mai 1892       | Julien Duffar        |           |                                         |
| mai 1892       | 1909           | Célestin Mailles     |           |                                         |
| 1909           | 1914           | Joseph-Raymond Délas |           |                                         |
| 1914           | 1925           | Jean-Louis Dumestre  |           | maire élu durant la 1re guerre mondiale |
|                |                |                      |           |                                         |
| ?              | mars 2001      | Henri Dumestre       |           |                                         |
| mars 2001      | 2020           | Yves François Bruno  |           |                                         |
| mars 2020      | en cours       | Christophe Lassime   |           |                                         |